# 周学光
周学光（1927年—2012年），男，四川资中人，中国代数拓扑学家，曾任南开大学数学系系主任、教授、博士生导师。